# Antônio de Castro Assumpção
Antonio de Castro Assumpção (Río Grande, RS, 28 de marzo de 1922 — Río de Janeiro, RJ, 11 de noviembre de 1998) fue jurista, economista y poeta brasileño.

## Biografía
Hijo de Arlindo Campos Assumpção y de Alda de Castro, se casó con Leda Santos, con quien tuvo un hijo único, Arlindo Augusto dos Santos Assumpção, y tres nietos: Antonio Augusto Francia Assumpção, Ana Luiza Francia Assumpção y Arthur Piero Renzo Assumpção.
Vivió su niñez en la ciudad de Río Grande (RS) y, a los 12 años (el 16 de agosto de 1934), se fue a vivir junto con sus padres y con el hermano menor a Río de Janeiro (RJ), donde vivió hasta febrero de 1937. Vivió también en São Paulo (SP) hasta 1951, donde terminó sus estudios. Regresó a Río de Janeiro (RJ) en 1951 para asumir el cargo de magistrado del entonces Distrito Federal, donde vivió hasta el final de su vida.
Se diplomó en Derecho por la Facultad del Largo de San Francisco (SP), en 1946, ejerció la abogacía, después, ocupó una función en el Ministerio Público y, también, ejerció la magistratura, primero en el departamento de São Paulo y, luego, en Río de Janeiro. Tras la jubilación, en 1992, volvió a ejercer la abogacía.
En Río de Janeiro, consiguió las funciones de juez (presidente de la cuarta Cámara Civil) y Corregidor General del Tribunal de Justicia, además de haber sido miembro y presidente del Tribunal de jueces de alzadas.
Además del curso de Derecho, se diplomó en Ciencias Económicas (1973), como doctor y libre docente en Derecho. Ejerció el magisterio jurídico en la Universidade Federal Fluminense, en la cátedra de Teoría General del Estado. Estudió también astrología e historia de Portugal.
Sus descendientes heredaron una de las mayores bibliotecas particulares de Brasil, con más de 25 mil volúmenes, repleta de reliquias como una edición en latín del Corpus Juris Civilis (de 1825) y de colecciones completas de famosos juristas, economistas y poetas nacionales y extranjeros. En 2004, la viuda comenzó un extenso trabajo, todavía incompleto, de catalogación electrónica de los libros. Era socio titular de América-RJ, su equipo de fútbol.

## Homenajes
Recibió diversos homenajes a lo largo de la carrera, como:
- Socio titular Benefactor de la Sociedad Sul Rio-Grandense
- Representante, en Río de Janeiro, de la Biblioteca Rio-Grandense.
- Portador del Collar del Mérito Judiciario, del Collar del Mérito Judiciario Militar, de la Medalla del Mérito de la Magistratura, de la Medalla Estado de Guanabara, de la Medalla de la Orden de los Viejos Periodistas y de la Medalla Cultural Pereira Coruja.
- En 1989 fue contemplado, por la Asamblea Legislativa de Río de Janeiro, con el título de Ciudadano del Departamento de Río de Janeiro.

## Academias
Era miembro titular de las siguientes Academias:
- Academia Brasileira de Ciências Morais e Políticas (Asiento n.º 11);
- Academia Carioca de Letras (Asiento n.º 6, cuyo patrono es Evaristo da Veiga);
- Academia Rio-Grandense de Letras (Asiento n.º 10).